# Chain Home Low
Pour les articles homonymes, voir CHL.
La Chain Home Low (CHL), est le nom du système britannique de radar d’alerte complémentaire utilisé par la Royal Air Force durant la Seconde Guerre mondiale. Le nom fait référence à la capacité des radars à détecter les aéronefs volant à des altitudes inférieures aux capacités des radars Chain Home d'origine et la plupart des radars de la CHL étaient co-localisés. Le réseau pouvait détecter de manière fiable les aéronefs volant à une altitude inférieure à 150 m. Le nom officiel était AMES Type 2 et faisait référence à la station expérimentale du ministère de l'Air à Bawdsey Manor, où elle avait été développée, mais ce nom n'a presque jamais été utilisé dans la pratique.

## Description
Les modèles de production ressemblaient plus à un radar tel qu'on les conçoit que ceux de la Chain Home (AMES Type 1). Ils étaient composés d’une antenne commune d’émission et de réception formée d’un réseau d'émetteurs dipolaires arrangées en 5 rangées de 4 devant un écran réfléchissant rectangulaire. L'antenne pouvait être tournée à 1, 1,5, 2 ou 3,33 tr/min. Alors que le CH faisait face en permanence vers le large l'eau, le CHL pouvait être tourné dans n'importe quelle direction.
Lors de son premier déploiement, le CHL était utilisé à la fois pour la détection précoce de cibles de bas niveau et pour un système de suivi d'aéronefs individuels au sol. Ce dernier rôle est devenu obsolète avec l’introduction d'une version subséquente du radar en 1942. Les retours étaient représentés sous forme de carte, appelée vue panoramique à angle d'élévation constant (PPI). Plusieurs adaptations des CHL furent développées pendant la guerre dont des systèmes mobiles montés sur des camions pour combler les trous du réseau.

## Développement

### Origine
L’armée britannique fut la première à envisager l’utilisation du radar lorsque W. A. S. Butement (en) et P. E. Pollard soumirent un document en 1931 suggérant l’utilisation d’impulsions de signal radio pour mesurer la distance aux navires. Cependant, ce n'est que lorsque l'expérience de Robert Watson-Watt à Bawdsey montra que la détection était possible que le commandement s'y intéressa de plus près. En octobre 1936, une équipe de liaison dirigée par E. T. Paris et Albert Beaumont Wood fut établie à Bawdsey, connue officiellement sous le nom de Section des applications militaires, mais appelée universellement la "cellule de l'armée".
La CHL a ses origines dans les premiers essais avec des systèmes radar d'interception aérienne en 1936, développés en tant que radar à courte portée qui seraient utilisés pour réduire l'écart entre la précision approximative de 8 km de la Chain Home (CH) et la portée visuelle d'un pilote de chasse de nuit à environ 900 m. Développé par une seconde équipe à Bawdsey Manor dirigée par Edward George Bowen, le nouveau radar devait fonctionner à des longueurs d'onde beaucoup plus réduites afin de limiter la taille des antennes à quelque chose qui pourrait pratiquement être adapté à un avion. Après de nombreuses expérimentations, l’équipe a opté pour un poste de travail fonctionnant à une longueur d’onde de 1,5 mètre, soit environ 193 MHz dans la bande VHF.
Lors des premières expériences sur le nouvel ensemble, l’équipe a constaté que la détection d’autres aéronefs posait problème en raison de la taille relativement petite de leur cible, mais surtout des très forts retours des échos de sol cachant la cible dans le fouillis radar jusqu'à une distance équivalente à sa hauteur. Cela signifiait qu'un bombardement nocturne typique effectué par un avion allemand à 4 600 m d'altitude ne serait visible qu'à cette distance, ce qui est nettement inférieur au minimum souhaité de 8 km.
Ces mêmes expériences ont démontré un effet secondaire inattendu : alors que l’appareil volait au-dessus de Bawdsey, situé sur la côte de la Manche, l’équipe a constaté de forts échos constants correspondant à des grues des quais de Harwich, à des kilomètres et d'autres retours plus petits ont rapidement été identifiés comme des bateaux dans la Manche. Celles-ci étaient détectées à des distances bien au-delà de la portée maximale par rapport aux aéronefs, bien que les antennes n'aient pas été conçues pour ce rôle.
Le potentiel de cette découverte ne fut pas perdu et Robert Watson-Watt demanda à l’équipe de démontrer le concept dans un contexte réel. Une série d'exercices militaires dans la Manche en septembre 1937 fournit un test parfait. Le 3 septembre, un avion Avro Anson put détecter plusieurs navires de la Royal Navy dans la Manche et a répété cette performance le lendemain, malgré un ciel presque entièrement couvert. Albert Percival Rowe du comité Tizard a par la suite déclaré que « Ceci, s'ils l'avaient su, marquait la fin du service de sous-marin allemand ».

### CD
Les deux seuls techniciens disposant de l'expérience requise pour poursuivre le développement étaient Butement et Pollard. Ils ont rapidement lancé deux projets : une unité de radar mobile (MRU), une version mobile de Chain Home, et un radar de conduite de tir, une unité beaucoup plus petite conçue pour fournir des mesures de distance par rapport aux aéronefs dans la lutte antiaérienne. Les deux projets avaient considérablement progressé à l'été 1937, grâce au radar de tir Mk. I sur le point d'entrer en production initiale, et les MRU reprises en 1938 par la RAF sous le nom de AMES Type 9.
Alors que ce travail commençait à passer du développement à la production, parallèlement à la démonstration étonnante de Bowen, Butement commença à adapter la longueur d'onde de son à celle de Bowen pour un radar de défense côtière (CD). Le but était de fournir un radar à l'artillerie côtière de l'armée pour le tir de nuit ou dans le brouillard. Le système CD devint donc une version du radar de conduite de tir fonctionnant à la longueur d'onde de 1,5 m et utilisant des antennes séparées pour l’émission et la réception et pivotées ensemble vers la cible. En réduisant la longueur d'onde de 6 à 1,5 m et en augmentant le nombre de dipôles de 4 à 8 sur l'antenne, la résolution horizontale de l'antenne passa de 20 à 1,5 degré. Cela permettait à l'opérateur de repérer les avions individuellement dans un groupe d'attaque.
En juillet 1939, les données montrèrent que lorsque les canons de 9,2 pouces (234 mm) de l'armée manquaient leur cible, les éclaboussures des obus retombés en mer provoquaient un retour radar bref mais évident. Cela permit d'éliminer d'étalonner le pointage du radar, l'erreur dans la position des éclaboussures étant exactement la même que celle pour les cibles à l'écran.

### CD devient CHL

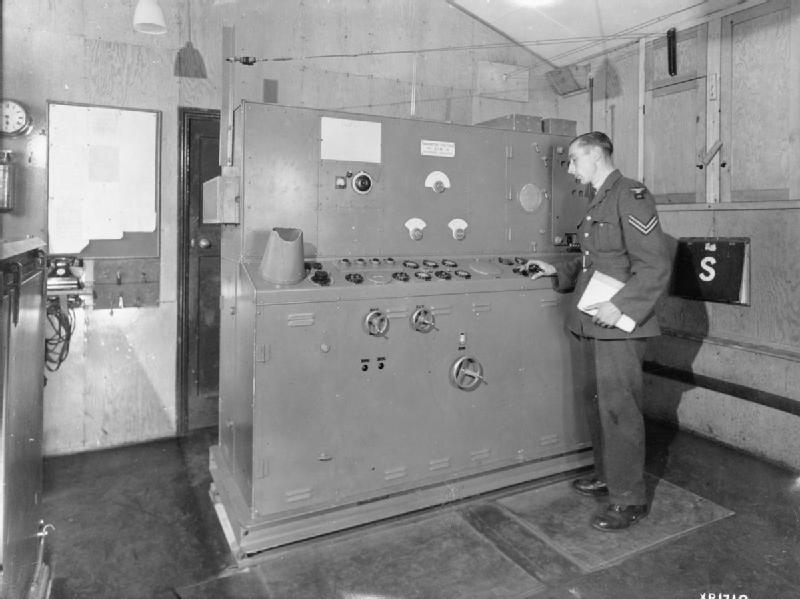
Transmetteur Metrovick Type T3026

Lors des premiers essais contre Chain Home en 1938, les pilotes de la RAF remarquèrent qu'ils pouvaient échapper à la détection en volant à basse altitude parce que l'angle minimal du CH, environ 1,5 degré, donnait une importante zone d'omble sous l'horizon radar. Ils pouvaient ainsi échapper entièrement à la détection en volant entre deux stations CH à une altitude d'environ 460 m. Au début, cela n’était pas considéré comme une limitation sérieuse, car les bombardiers volaient généralement à une altitude de 15 000 pieds (4 572 m) ou plus au-dessus de la France.
Mais lorsque l'ampleur du problème est devenue évidente, Watson-Watt est devenu concerné et en juillet 1939, il passa une commande pour 24 CD modifiés, sous le nom AMES Type 2, dans le but d'en co-localiser un avec station Chain Home afin d'avoir une couverture s'étendant aussi basse que 150 m),. Ceux-ci différaient des ensembles de CD principalement par leur antenne émettrice : au lieu d’une série unique de diôles, le CHL utilisait quatre réseaux de cinq dipôles ce qui réduisait la précision azimutale mais permettait d’estimer l’altitude en comparant les données des différents ensembles de réseaux verticaux. À cause de son introduction rapide, le CHL était un système à commande manuelle relativement simple, obligeant l’opérateur à rechercher des cibles en tournant l’antenne à la recherche de cibles. Des soldates de la WAAF, montés sur des vélos sans roues dont les chaînes étaient connectées à un système d'engrenage, effectuaient ce travail à l'origine.
Peu de temps après le début de la guerre, les Allemands ont accidentellement remarqué que lors des sorties à basse altitude pour lâcher des mines sous-marines, les avions sont presque toujours revenus, tandis que ceux des autres missions d'intrusion à plus haute altitude étaient presque toujours interceptés. Au début, la raison de leur survie n’était pas évidente, car il pouvait y avoir de nombreuses raisons : les défenseurs pouvaient ne pas être en mesure de les voir, les canons de DCA étant positionnés à l'intérieur des terres pouvaient ne pas pouvoir les viser, etc. Mais il est vite devenu évident que le vol à basse altitude signifiait qu'ils n'étaient pas détectés sur les radars. La Luftwaffe commença alors une série d'attaques à basse altitude contre lesquelles il était presque impossible de se défendre.
Des ensembles supplémentaires de CHL furent donc commandés et configurés pour combler les vides de la couverture. En avril 1941, tous les appareils de la CHL furent équipés d’une nouvelle antenne motorisée pour tourner à 1, 1,5, 2 ou 3,33 tr/min et utilisèrent une seule antenne émission/réception au lieu de deux séparées. La CHL était utilisé à la fois pour la détection précoce de cibles de bas niveau et pour un système de suivi d'aéronefs individuels. Contrairement à la CH qui faisait face en permanence au-dessus de l'eau, les stations de CHL pouvaient être tournés dans n'importe quelle direction.

## Versions subséquentes
Plusieurs adaptations de la CHL furent faites pendant la guerre. De tels systèmes étaient être mobiles, montées sur des camions, pour un une versabilité de points de détection correspondant aux concentration de l'ennemi, élargissant ainsi les possibilités de la RAF d'engager l'ennemi.

### CGI
Le rôle de suivi des avions du CHL est devenu obsolète avec l’introduction du GCI de type 7 en 1942. Sur le plan électronique, le Type 7 était essentiellement une version plus grande et plus puissante du concept CHL, avec une antenne plus large. Toutefois, l'antenne n'était orientée pour trouver une cible mais en rotation constante, balayage l'horizon et les échos affichées sur un affiche affichage de vue panoramique à angle d'élévation constant (PPI). Alors que les opérateurs de la CHL devaient calculer la position d’une cible unique à partir de la distance et du relèvement, les exploitants du type 7 voyaient simultanément tous les aéronefs dans leur région de couverture. La CHL se servit alors plus que pour l'alerte précoce des cibles qui étaient ensuite suivies par les stations de type 7.

### CHEL
Plus tard, les radars CHEL, des CHL à fréquence extrêmement élevée de 3 GHz étaient souvent combinés aux sites de la CHL, augmentant la détection à 15 m du sol jusqu'à 50-60 km de distance.

### AMES Type 11
Bien que le GCI ait commencé à supplanter la CHL en 1941, et en particulier en 1942, elle a continué de jouer un rôle important en matière d’alerte rapide. En février 1942, les Allemands réussirent l'Opération Cerberus, déplaçant trois de leurs cuirassés de Brest vers un port de la mer du Nord en les faisant naviguer par la Manche. La réussite est en grande partie due à un brouillage extrêmement efficace de la part des Allemands des radars CH et CHL couvrant la côte sans même que les opérateurs ne le remarquent.
Pour remédier à cela, la RAF a commencé à développer le système AMES Type 11, un système CHL monté sur camion, fonctionnant entre 500 et 600 MHz. Cette fréquence fut choisie pour correspondre à celle des radars anti-aériens allemands, dans l’espoir que les signaux seraient plus difficiles à détecter et que le brouillage aurait des effets négatifs sur les radars de ces derniers. Les types 11 furent délibérément utilisés uniquement en période de brouillage afin d'éviter de donner aux Allemands des informations à leur sujet ce qui limita grandement leur usage.